# Moritz Neumann (Politiker)
Moritz Isidor Neumann (* 7. April 1948 in Fulda; † 23. Juni 2016 in Darmstadt) war ein deutscher Journalist, SPD-Kommunalpolitiker und seit 1994 Vorsitzender des Landesverbandes der Jüdischen Gemeinden in Hessen.

## Ausbildung, Beruf und Familie
Moritz Isidor Neumann begann seine Journalistentätigkeit nach dem Schulabschluss mit einem Volontariat bei der Fuldaer Volkszeitung. Es folgten Redakteurs- und Korrespondententätigkeiten für Fernsehen und Hörfunk, aber auch in verschiedenen hessischen Verlagshäusern, wie der Offenbach Post, der Frankfurter Rundschau, der Jüdischen Allgemeinen, dem Darmstädter Tagblatt und dem Darmstädter Echo.
Sein Vater Hans Neumann, Sozialdemokrat aus Breslau, war in den dreißiger Jahren vor der drohenden Verhaftung geflohen und hatte sich im Spanischen Bürgerkrieg auf republikanischer Seite am Kampf gegen den faschistischen Staatsstreich Francos beteiligt. Nach der Niederlage schlug er sich, stets in Gefahr interniert zu werden, über Frankreich nach Holland durch, wo er sich in Sicherheit wähnte. Nach der Besetzung durch die deutsche Wehrmacht versteckte man ihn auf dem Dachboden eines Bordells in Amsterdam, danach floh er nach Frankreich und trat der französischen Fremdenlegion bei. In der Folge wurde er wie viele emigrierte jüdische Fremdenlegionäre vom Vichy-Regime, das mit den Nationalsozialisten kollaborierte, in ein Strafbataillon gezwungen. Von Charles de Gaulles Exilarmee befreit, marschierte er mit im befreiten Paris ein. Als einer der wenigen seiner Familie überlebte er den Holocaust. Moritz Neumann hat über diesen kaum bekannten Teil der Judenverfolgung und die Emigrationsjahre seines Vaters den „Erlebnisbericht“ Im Zweifel nach Deutschland. Geschichte einer Flucht und Rückkehr geschrieben, der sich auch mit der Haltung der Sozialdemokraten auseinandersetzt und mit dem ideologischen Terror der Kommunisten befasst.
Die Mutter Frania Broner Neumann hatte den Holocaust in den Konzentrationslagern Auschwitz und Ravensbrück überlebt. In Fulda lernten sich die Eltern nach dem Krieg kennen, in Fulda wurde 1948 Moritz Neumann geboren.
Moritz Neumann starb im Juni 2016 nach jahrelanger Herzkrankheit. Er hinterließ seine Frau und drei Kinder, darunter Daniel Neumann, der seit dem Jahre 2006 Direktor des Landesverbandes der Jüdischen Gemeinden in Hessen und seit 2008 ehrenamtlicher Geschäftsführer der Jüdischen Gemeinde Darmstadt ist.

## Gesellschaftliches Engagement
Moritz Neumann war über drei Jahrzehnte in der Jüdischen Gemeinde Darmstadt engagiert, deren Vorsitz er seit 1991 bis zu seinem Tod innehatte. Er wurde 1980 zum Geschäftsführer des Landesverbandes der Jüdischen Gemeinden in Hessen berufen, 1994 wurde zum Vorsitzenden gewählt, er war zudem in verschiedenen Kuratorien und als Mitglied in der Kommission für die Geschichte der Juden in Hessen ehrenamtlich engagiert. Seit 1994 war Neumann Mitglied im Direktorium des Zentralrats der Juden in Deutschland und seit dem Jahr 2000 Mitglied des European Jewish Congress. Er engagierte sich durch die Vermittlung von Wissen über die jüdische Religion und ihre Traditionen, in früheren Jahren durch zahlreiche Schulveranstaltungen, sowie in einer monatlichen Sendereihe des Hessischen Rundfunks „Aus der jüdischen Welt“.
Moritz Neumann hat sich in besonderer Weise für den Bau der Synagoge in Darmstadt, Wilhelm-Glässing-Straße, eingesetzt und durch seinen fachkundigen Rat an der Realisierung des Projektes mitgewirkt. Nach der Einweihung der Synagoge am 9. November 1988 wurden Bildungsveranstaltungen über jüdisches Leben, kulturelle Angebote, Konzerte, Vorträge, Ausstellungen und Synagogenführungen im Wesentlichen durch den Einsatz von Moritz Neumann initiiert. In seiner Schaffenszeit hat sich durch den Zuzug russischer Juden die jüdische Gemeinde in Darmstadt auf 800 Mitglieder vervierfacht.
Seit 1976 war Moritz Neumann SPD-Mitglied und von 1997 bis 2006 als ehrenamtliches Mitglied des Magistrats der Wissenschaftsstadt Darmstadt kommunalpolitisch engagiert.

## Ehrungen
- 1982 wurde Moritz Neumann von der Wissenschaftsstadt Darmstadt für die Kontaktpflege zu den ehemaligen jüdischen Mitbürgerinnen und Mitbürgern Darmstadts die Freundschaftsplakette verliehen.
- 2006 wurde sein Engagement und seine Aufklärungsarbeit innerhalb der Jüdischen Gemeinde Darmstadt mit dem Verdienstkreuz am Bande des Verdienstordens der Bundesrepublik Deutschland ausgezeichnet.
- 2011 erhielt er die Wilhelm-Leuschner-Medaille, die höchste Auszeichnung des Landes Hessen, für sein Wirken um das gesellschaftliche und kulturelle Leben in Hessen und sein Beitrag zu einer Verständigung der Religionen.
- 2015 erhielt Neumann mit der Silbernen Verdienstplakette die höchste Auszeichnung der Wissenschaftsstadt Darmstadt.

## Schriften (Auswahl)
- Max Willner – Würdigung eines verdienten Mannes. Im Auftrag des Landesverbandes der Jüdischen Gemeinden in Hessen. Frankfurt am Main/Alsbach 1991.
- Das zweite Leben. Darmstädter Juden in der Emigration. Ein Lesebuch. E. Roether-Verlag, Darmstadt 1993, ISBN 978-3-7929-0207-3.
- 1945 nachgetragen. In den Trümmern von Darmstadt. Das Ende der Diktatur und die Monate nach dem Krieg. E. Roether-Verlag, Darmstadt 1995, ISBN 978-3-7929-0218-9.
- Shabbat Shalom. Streifzüge durch die jüdische Welt. Echter-Verlag, Würzburg 2005, ISBN 978-3-429-02727-8.
- Im Zweifel nach Deutschland. Geschichte einer Flucht und Rückkehr. Zu Klampen Verlag, Springe 2005, ISBN 978-3-934920-57-6.